# Pinball Wizard (videogioco 1983)
Pinball Wizard è un videogioco simulatore di flipper, pubblicato inizialmente con il titolo Pinball nel 1983 per ZX Spectrum 16K dalla piccola azienda britannica Sagittarian Software e successivamente convertito per Commodore 64 (1984) e Amstrad CPC (1985).

## Modalità di gioco
Si può giocare su un solo modello di flipper, quasi completamente simmetrico, con visuale fissa dall'alto. L'unica impostazione disponibile è la scelta della velocità di gioco tra 5 possibili (solo Amstrad e Commodore). Il tavolo occupa quasi tutto lo schermo, quindi si estende più in orizzontale che in verticale, a differenza di quanto avviene solitamente nei flipper. Il giocatore controlla due coppie di alette, entrambe sul lato basso del tavolo.
Sono presenti i classici respingenti, bersagli a fungo e a corsia, e l'indicatore del punteggio è esso stesso un ostacolo a centro tavolo. Due bersagli in alto etichettati HI aumentano il bonus e i valori degli 8 respingenti a fungo, questi ultimi però tornano normali se si colpisce un LO. Lungo gran parte del lato superiore si trova una serie di bersagli a corsia con una lettera ciascuno, che compongono la scritta Sagittarian, che una volta completata può concedere ulteriori bonus e una freeball. La molla di lancio iniziale, posta sul lato destro, è regolabile. Non è presente la funzione di scuotimento del tavolo e di eventuale tilt.